# Мари-Клер Ален
Марѝ-Клер Жьонвиѐв Алѐн-Гомиѐ (на френски: Marie-Claire Geneviève Alain-Gommier) е френска органистка.
Родена е на 10 август 1926 година в Сен Жермен ан Ле в семейството на органиста Албер Ален и започва да свири с него от ранна възраст. По-големите ѝ братя Жеан Ален и Оливие Ален също са известни органисти. Завършва Парижката консерватория в класа на Марсел Дюпре. През следващите години печели редица награди и се налага като водещ преподавател по орган, като нейни ученици са много от водещите органисти на епохата. С повече от 260 издадени записа тя става и най-записваният класически органист в историята.
Мари-Клер Ален умира на 26 февруари 2013 година в Пек.